# Cypella discolor
Cypella discolor är en irisväxtart som beskrevs av Pierfelice Ravenna. Cypella discolor ingår i släktet Cypella, och familjen irisväxter. Inga underarter finns listade i Catalogue of Life.